# Baconia coerulea
Baconia coerulea är en skalbaggsart som först beskrevs av Heinrich Bickhardt 1917.  Baconia coerulea ingår i släktet Baconia och familjen stumpbaggar. Inga underarter finns listade i Catalogue of Life.